# Daytona Stadium
O Daytona Stadium é um estádio localizado em Daytona Beach, estado da Flórida, nos Estados Unidos, possui capacidade total para 15.000 pessoas, é a casa do time de futebol americano universitário Bethune-Cookman Wildcats da Universidade Bethune-Cookman, também é a casa do time de futebol Daytona Rush SC que joga na USL League Two, o estádio foi inaugurado em 1988.